# Альбусь-Сюрбеєвське сільське поселення
Альбу́сь-Сюрбе́євське сільське поселення (рос. Альбусь-Сюрбеевское сельское поселение) — муніципальне утворення у складі Комсомольського району Чувашії, Росія. Адміністративний центр — присілок Альбусь-Сюрбеєво.

## Населення
Населення — 1157 осіб (2019, 1324 у 2010, 1329 у 2002).

## Склад
До складу поселення входять такі населені пункти:
| Населений пункт            | Населення, осіб (2002) | Населення, осіб (2010) |
| -------------------------- | ---------------------- | ---------------------- |
| Альбусь-Сюрбеєво, присілок | 561                    | 552                    |
| Нові Вислі, присілок       | 323                    | 308                    |
| Польові Яуші, присілок     | 271                    | 284                    |
| Старі Мурати, присілок     | 174                    | 180                    |